# Ciîji, Lohvîțea
Ciîji (în ucraineană Чижі) este un sat în comuna Hîreavi Iskivți din raionul Lohvîțea, regiunea Poltava, Ucraina.

## Demografie
Componența lingvistică a localității Ciîji
     Ucraineană (100%)
Conform recensământului din 2001, toată populația localității Ciîji era vorbitoare de ucraineană (100%).